# Pads de contacte

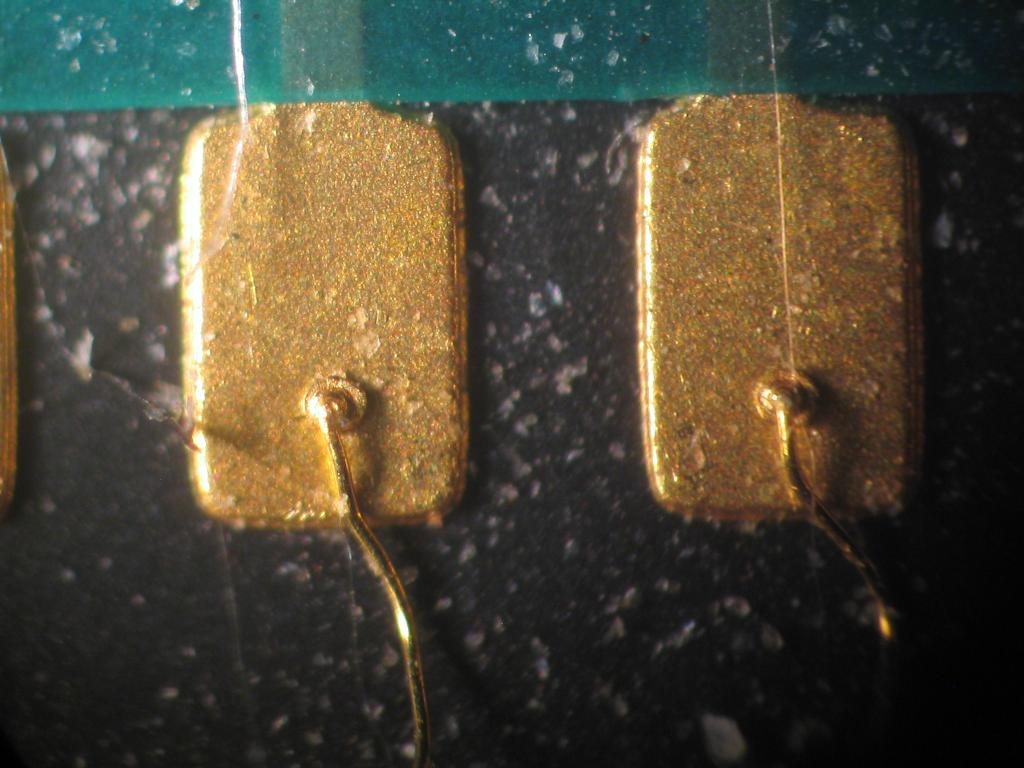
Fils d'or unit per bola a un coixinet de contacte daurat eun circuit integrat.

Els coixinets de contacte o coixinets d'enllaç són àrees de superfície petites i conductores d'una placa de circuit imprès (PCB) o matriu d'un circuit integrat. Sovint estan fets d'or, coure o alumini i mesuren només micròmetres d'ample. Els coixinets es col·loquen a les vores de la matriu, per facilitar les connexions sense curtcircuits. Els coixinets de contacte existeixen per proporcionar una superfície més gran per a les connexions a un microxip o PCB, permetent l'entrada i sortida de dades i potència.

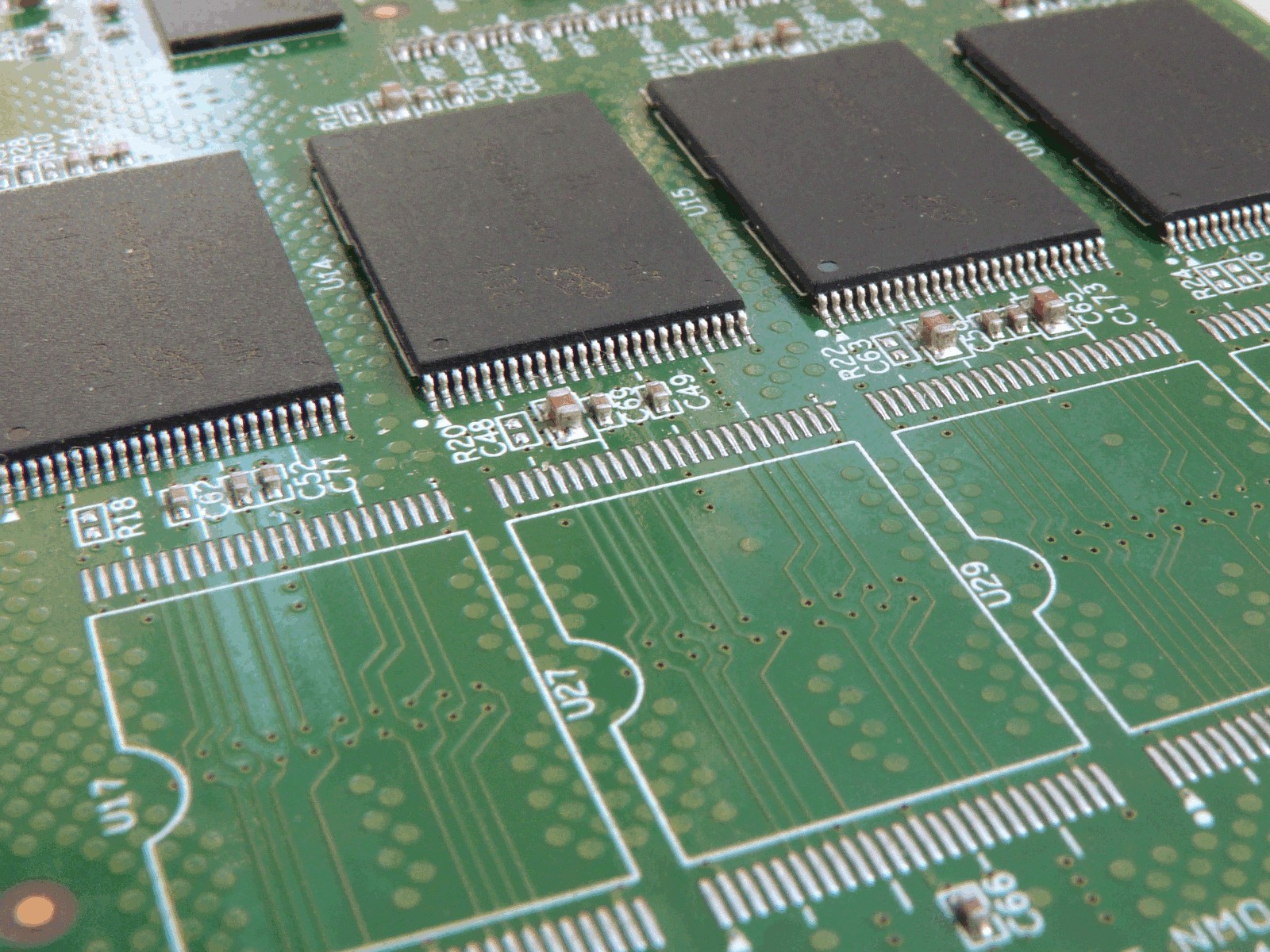
Patrons de terra TSOP poblats (darrera) i no poblats (frontal) en una placa de circuit imprès: petjada (electrònica)

Els mètodes possibles per connectar els coixinets de contacte a un sistema inclouen la soldadura, la connexió de fil de connexió o el muntatge de xip giratori.
Els coixinets de contacte es creen juntament amb l'estructura funcional d'un xip durant els passos de fotolitografia del procés de fabricació, i després es posen a prova.
Durant el procés de prova, els coixinets de contacte es sondegen amb les agulles d'una targeta de sonda a l'equip de prova automàtic per comprovar si hi ha fallades mitjançant la resistència elèctrica.